# نیروی گرانش

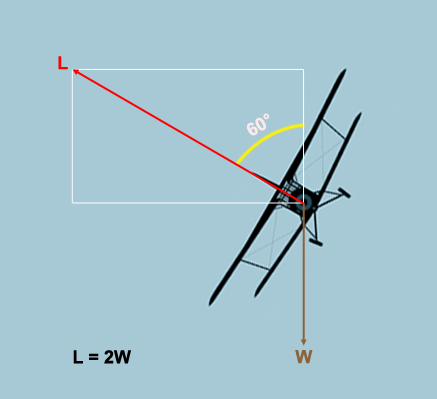
در پرواز معمولی و بلند شدن، نیرو برابر با گرانش است ولی در زمان چرخیدن ۶۰ درجه نیرو وارده به خلبان برابر با ۲ برابر گرانش است.

نیروی گرانش (انگلیسی: gravitational force یا به اختصار g-force) اندازه‌گیری شتاب سقوط اجسام بر اثر وزن است و نام بردن این موضوع به عنوان نیرو درست نیست. "g" (با حروف کوچک) یک شتاب است و با یک شتاب سنج اندازه‌گیری می‌شود. از آنجایی که چنین نیرویی به عنوان وزن درک شده‌است، هر نیروی گرانشی به عنوان "وزن هر واحد جرم" (مترادف آن وزن مخصوص) توصیف می‌شود. شتاب گرانش به عنوان نیروی چندگانه شبه وزن برای هر واحد جرم جسم عمل می‌کند، و دلیل شتاب اجسام در رابطه با سقوط آزاد می‌باشد.

## عملکرد
این شتاب به‌وجود آمده .توسط یک جسم، با توجه به جمع برداری نیروهای غیر گرانشی، سبب حرکت آزادانه جسم می‌شود. شتابی که توسط نیروی جاذبه تولید نمی‌شود شتاب صحیح نامیده و تنها نیرویی است که در واحد نیروی گرانش اندازه‌گیری می‌شود. آنها باعث ایجاد تنش و کرنش در اجسام می‌شوند. به دلیل این کرنش‌ها ، نیروی گرانش بزرگ ، می‌تواند مخرب باشد.
اگر چه شتاب گرانش مضری از ثابت جهانی گرانش است، ولی تنها جاذبه، آن را تولید نمی‌کند. شتاب گرانشی استاندارد در سطح زمین به‌طور غیر مستقیم نیروی گرانش را تولید می‌کند و به عنوان یک نتیجه از مقاومت در برابر نیروهای مکانیکی می‌باشد. یک نیروی گرانش، برای یک جسم نشسته بر روی سطح زمین، توسط نیروی مکانیکی در جهت رو به بالا از جانب زمین اعمال می‌شود و مانع از سقوط آزاد جسم می‌شود. نیروی به سمت بالا توسط زمین نشان می‌دهد که یک شیء چه در حالت ایستادن در سطح زمین و چه در زمانی که مسیر سقوط آزاد شیء را به سمت مرکز زمین دنبال کنید، شتابی برابر حالت سقوط آزاد دارد.
اشیایی که در یک مسیر حرکتی، در حال سقوط آزاد هستند، هیچ نیروی گرانشی را احساس نمی‌کنند. حالت «نیروی گرانش صفر» در داخل یک آسانسور در حالت سقوط آزاد به سمت مرکز زمین (در خلأ) یا در شرایط داخل یک فضا پیمای در مدار زمین وجود دارد. این موارد نمونه‌هایی از هماهنگی شتاب (تغییر در سرعت) بدون احساس وزن هستند. تجربه نیروی گرانش صفر (zero-g)، مترادف با شرایط بی وزنی می‌باشد.
در صورت عدم وجود میدان‌های گرانشی، یا در جهت عمود به آنها، شتاب صحیح و هماهنگ یکسانند و هرگونه شتاب هماهنگ باید به وسیله شتاب مربوط به نیروی گرانش، تولید شود. یک مثال در این مورد یک موشک در خلأ می‌باشد که با یک تغییر سرعت ساده توسط موتور، نیروی گرانشی را روی موشک و مسافران ایجاد می‌کند.

## نمونه‌های معمولی از نیروی گرانشی
| مثال | نیروی گرانش   |
| --- | ------------- |
| روتو ژیروسکوپ در حسگر گرانش بی و توده شناور آزاد در ماهواره مکان‌یاب TRIAD I                                                                              | 0 g           |
| حرکت در Vomit Comet (لوله برگردان) | تقریب 0 g     |
| ایستادن در خط استوای ماه | 0.1654 g      |
| ایستادن بر روی زمین در سطح استاندارد دریا | 1 g           |
| موشک ماه ساترن ۵، پس از پرتاب | 1.14 g        |
| سرعت گرفتن بوگاتی ویرون از ۰ تا ۱۰۰ کیلومتر بر ساعت در ۲٫۴ ثانیه                                                                                         | 1.55 g†       |
| شاتل فضایی، حداکثر مقدار هنگام پرتاب و هنگام ورود دوباره                                                                                                 | 3 g           |
| وسیله بازی Gravitron (مری گورانت) | 2.5-3 g       |
| قطار هوایی | 3.5-6.3 g     |
| بالا کشیدن رکورد جهانی سوخت درگ از ۴٫۴ ثانیه بالای ۱٫۴ مایل                                                                                              | 4.2 g         |
| هواپیماهای جنگ جهانی Sopwith Pup, Sopwith Triplane, Fokker D.VII, Fokker Dr.1, SPAD S.VII, SPAD S.XIII, Nieuport 17 در حرکت سریع یا برگشتی یا حرکت چرخشی | 4.5-7 g       |
| ماشین فرمول یک، بلند شدن یک طرفی در پیچ‌ها | 5-6 g         |
| لژ سواری، در Whistler Sliding Centre | 5.2 g         |
| آپولو ۱۶ در زمان برگشت | 7.19 g        |
| مقدار حداکثر، در یک هواپیما یا جت جنگنده آکروباتیک | 9-12 g        |
| مرگ یا آسیب جدی | >25 g         |
| مقدار حداکثر برای انسان در ارابه سرعت | 46.2 g        |
| حداکثر سرعت موشک | 100 g         |
| تماس مختصر انسان نجات یافته از تصادف ماشین | >100 g        |
| بالاترین نیروی گرانش ثبت شده در تصادف بدون صدمه جانی (کنی برک، ۲۰۰۳)                                                                                     | 214 g         |
| تفنگ فضایی با طول لوله ۱ کیلومتر و سرعت دهانه ۶ کیلومتر بر ثانیه پیشنهاد شده توسط کوئیکلانچ (با فرض شتاب ثابت)                                           | 1,800 g       |
| قابلیت شوک مکانیکی ساعت‌های مچی | >5,000 g      |
| موتورهای کنونی فرمول یک، حداکثر شتاب پیستون | 8,600 g       |
| رتبه الکترونیک ساخته شده در گلوله‌های توپی آتشین | 15,500 g      |
| گلوله ۱۹×۹ پارابلوم تفنگ دستی (به‌طور متوسط در هر گلوله)                                                                                                  | 60,000 g      |
| حداکثر گلوله ۱۹×۹ پارابلوم تفنگ دستی | 190,000 g     |
| اولتراسانتریفیوژ تحلیلی در 60,000 rpm، در ته یک سلول آنالیزی (۷٫۲ سانتی‌متر)                                                                              | 300,000 g     |
| میانگین شتاب a پروتون در برخورددهنده هادرونی بزرگ | 190,000,000 g |
| شتاب یک شتاب‌دهنده پلاسما ویکفیلد | ۱۰۲۰×8.9 g    |

† هدایت گر ۴۰ درجه افقی